# Ryszard Kołodziejczyk
Ryszard Kołodziejczyk (ur. 3 lipca 1922 w Witeradowie, zm. 12 marca 2019 w Markach) – polski historyk dziejów gospodarczych, profesor doktor habilitowany.

## Życiorys
W 1947 ukończył liceum w Gdańsku. W latach 1948–1951 studiował na Uniwersytecie Mikołaja Kopernika w Toruniu. Ukończył studia magisterskie w Instytucie Historycznym Uniwersytetu Warszawskiego w 1952 roku.
W okresie 1950–1951 był dyrektorem Ośrodka Szkoleniowego Urzędu Rady Ministrów. W latach 1951–1954 aspirant w Instytucie Kształcenia Kadr Naukowych/Instytucie Nauk Społecznych przy KC PZPR, w latach 1954–1957 pracownik Instytutu Nauk Społecznych przy KC PZPR. Kandydat nauk historycznych w 1955 w Instytucie Nauk Społecznych przy KC PZPR pod kierunkiem Witolda Kuli, habilitacja w 1962 w Instytucie Historii PAN.
W latach 1957–1961 zatrudniony na pół etatu w Wyższej Szkole Nauk Społecznych przy KC PZPR, w okresie 1965–1966 zatrudniony tam na cały etat. Od 1957 pracownik Instytutu Historii PAN. W październiku 1981 powołany przez Plenum Komitetu Centralnego PZPR w skład Zespołu dla przygotowania naukowej syntezy dziejów polskiego ruchu robotniczego.
24 stycznia 1955 został odznaczony Medalem 10-lecia Polski Ludowej.
Zajmował się historią gospodarczą ziem polskich XVIII–XIX wieku.  
Był mężem Ireny Wiktorii ze Skulimowskich (1928–2020). Ich synem jest historyk i orientalista Dariusz Kołodziejczyk.
Zmarł w Markach, pochowany 29 marca 2019 w grobie rodzinnym na cmentarzu Komunalnym Północnym w Warszawie (kwatera S-X-7-13-9).

## Publikacje
- Kształtowanie się burżuazji polskiej, Warszawa: Polska Akademia Nauk. Sekcja Historii i Historii Filozofii 1955.
- Kształtowanie się burżuazji w Królestwie Polskim 1815–1850, Warszawa: Państwowe Wydawnictwo Naukowe 1957.
- Bohaterowie nieromantyczni: o pionierach kapitalizmu w Królestwie Polskim, Warszawa: „Wiedza Powszechna” 1962.
- Warszawsko-Wiedeńska Droga Żelazna, Warszawa: Państwowe Zakłady Wydawnictw Szkolnych 1962.
- Piotr Steinkeller, kupiec i przemysłowiec 1799–1854, Warszawa: Państwowe Wydawnictwo Naukowe 1963.
- Kształtowanie się kapitalizmu na ziemiach polskich w latach 1796–1864, Warszawa: Wyższa Szkoła Nauk Społecznych przy KC PZPR 1964.
- Portret warszawskiego milionera, Warszawa: „Książka i Wiedza” 1968.
- (współautor: Ryszard Gradowski), Zarys dziejów kapitalizmu w Polsce, Warszawa: Państwowe Wydawnictwo Naukowe 1974.
- Burżuazja polska w XIX i XX wieku: szkice historyczne, Warszawa: Państwowy Instytut Wydawniczy 1979.
- Miasta, mieszczaństwo, burżuazja w Polsce w XIX w.: szkice i rozprawy historyczne, Warszawa: Państwowe Wydawnictwo Naukowe 1979.
- Jan Bloch (1836–1902) szkic do portretu „króla polskich kolei”, Warszawa: Państwowy Instytut Wydawniczy 1983.
- Technikum Kolejowe w Warszawie 1873–1993, Warszawa: „DiG” 1993.
- Studia nad dziejami burżuazji w Polsce: wybór prac z lat 1956–1998 wydany z okazji 75-lecia urodzin autora, red. Artur K. F. Wołosz, Warszawa - Pułtusk: Wyższa Szkoła Humanistyczna w Pułtusku 1998.

## Nagrody
- Nagroda zespołowa „Trybuny Ludu” (1986) za I tom książki "Historia polskiego ruchu robotniczego do 1880 roku"[8]